# Campionati europei di nuoto 2010 - 25 km femminili
La gara si è svolta l'8 agosto 2010 e vi hanno partecipato 15 atlete.

## Medaglie
| Posizione | Atleta           | Paese    |
| --------- | ---------------- | -------- |
|           | Olga Beresnyeva  | Ucraina  |
|           | Angela Maurer    | Germania |
|           | Martina Grimaldi | Italia   |

## Classifica
| Pos. | Atleta              | Nazionalità | Tempo     | Distacco | Punti |
| ---- | ------------------- | ----------- | --------- | -------- | ----- |
|      | Olga Beresnyeva     | Ucraina     | 5:48:10.2 |          | 20    |
|      | Angela Maurer       | Germania    | 5:48:10.3 | 0.1      | 17    |
|      | Martina Grimaldi    | Italia      | 5:48:30.8 | 20.6     | 15    |
| 4    | Margarita Dominguez | Spagna      | 5:48:30.8 | 20.6     | 14    |
| 5    | Linsy Heister       | Paesi Bassi | 5:48:58.0 | 47.8     | 13    |
| 6    | Celia Barrot        | Francia     | 5:49:55.5 | 1:45.3   | 12    |
| 7    | Anna Uvarova        | Russia      | 5:49:57.4 | 1:47.2   | 11    |
| 8    | Karla Sitic         | Croazia     | 5:50:39.3 | 2:29.1   | 10    |
| 9    | Camilla Frediani    | Italia      | 5:50:40.1 | 2:29.9   | 9     |
| 10   | Elizaveta Gorshkova | Russia      | 5:50:45.0 | 2:34.8   | 8     |
| 11   | Jana Pechanova      | Rep. Ceca   | 5:50:48.3 | 2:38.1   | 7     |
| 12   | Silvie Rybarova     | Rep. Ceca   | 5:50:52.1 | 2:41.9   | 6     |
| 13   | Federica Vitale     | Italia      | 5:52:54.2 | 4:44.0   |       |
| 14   | Kseniya Popova      | Russia      | 5:59:00.8 | 10:50.6  |       |
| 15   | Manon Lammens       | Belgio      | 6:04:55.8 | 16:45.6  | 5     |